# Колесование

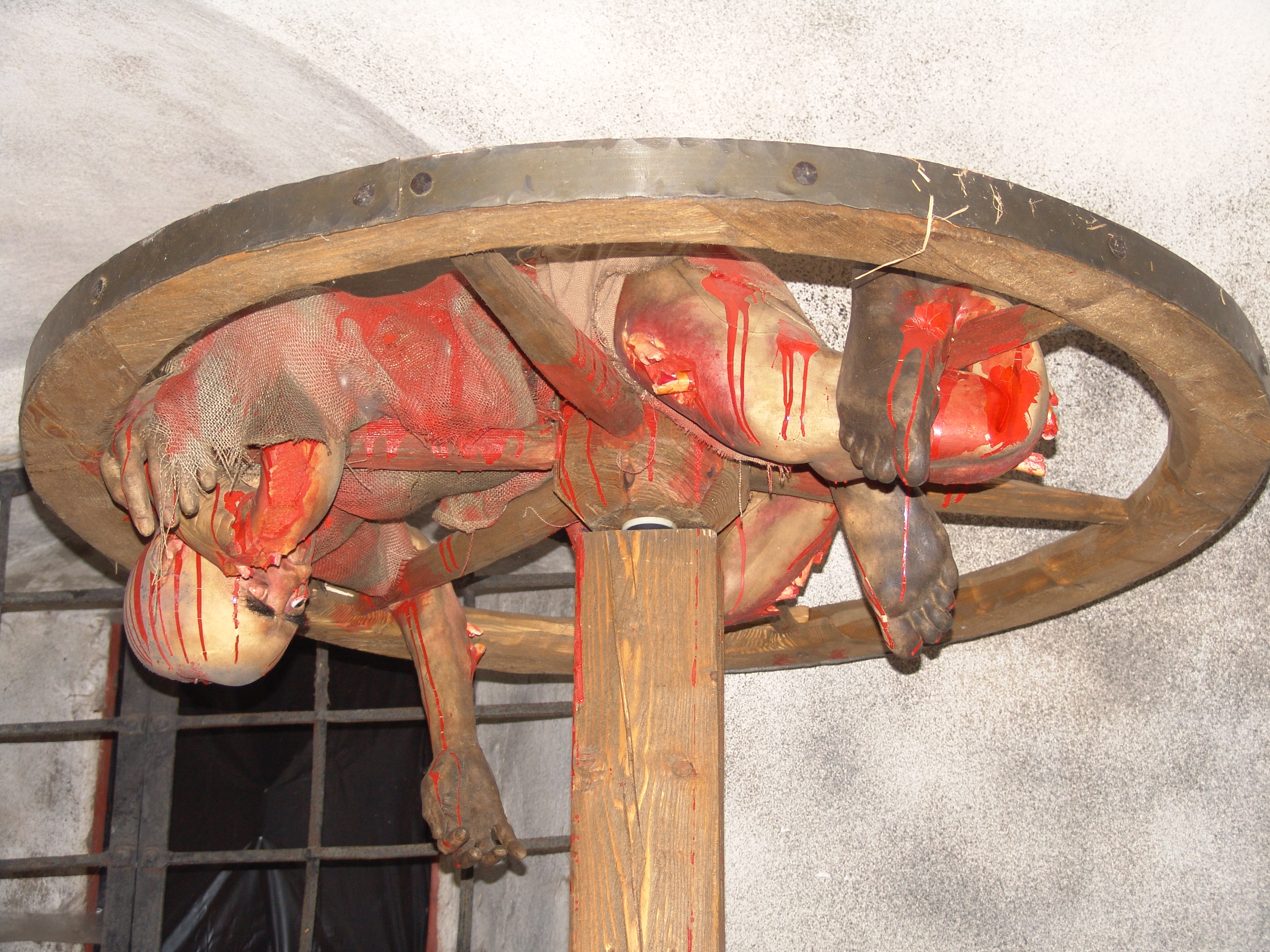
Колесование. Экспонат Музея восковых фигур в Локете (Чехия).

Колесова́ние — распространённый в Античности и Средневековье вид смертной казни, также известный под названием «колеса Екатерины» или просто «колеса». Колесование применялось ещё в Древнем Риме. В Средние века и в начале Нового времени было распространено в Европе, особенно в Германии и во Франции, где считалось самой мучительной (после четвертования) и самой позорной казнью.
В Баварии эта практика была отменена в 1813 году, а в курфюршестве Гессен — в 1836 году; последняя известная казнь при помощи «колеса» произошла в Пруссии в 1841 году. В Священной Римской империи это было «зеркальным наказанием» для разбойников с большой дороги и уличных воров, а в «Саксонском Зерцале» оно предлагалось за совершение убийства, а также поджог, если он приводил к жертвам.

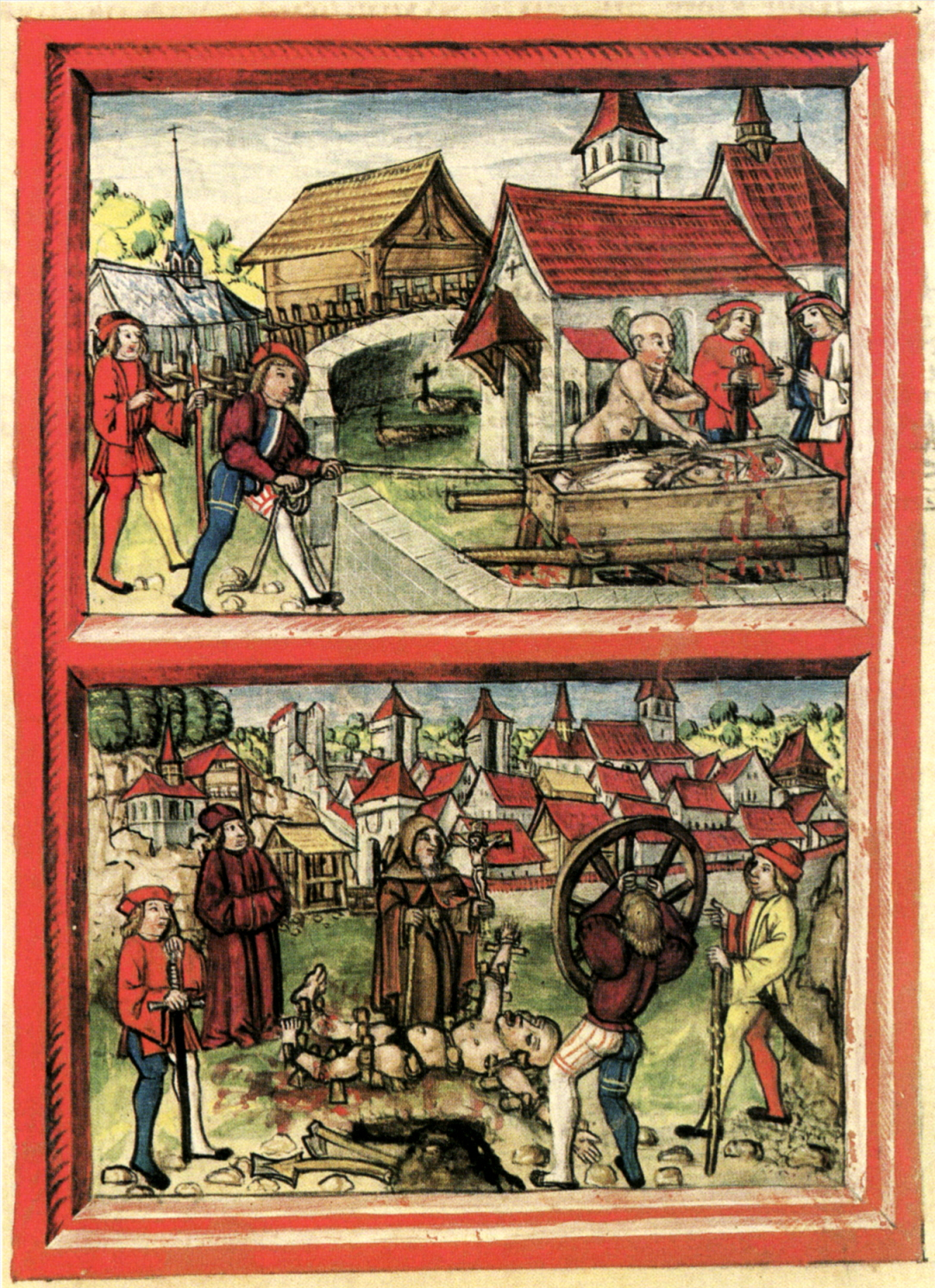
«Суд божий» над женоубийцей Гансом Шписсом и колесование его в Эттисвиле. Миниатюра из «Люцернской хроники» Диболда Шиллинга Младшего (1513)

В России этот вид казни известен с XVII века, но колесование стало регулярно применяться лишь при Петре I, получив законодательное утверждение в Воинском Уставе. Колесование перестало применяться в XIX веке.

## Описание
Приговорённому к колесованию железным ломом или колесом ломали все крупные кости тела, затем его привязывали к большому колесу, и устанавливали колесо на шест. Приговорённый оказывался лицом вверх, и умирал от шока и обезвоживания, часто довольно долго. Страдания умирающего усугубляли клевавшие его птицы. Иногда вместо колеса использовали просто деревянную раму или крест из брёвен.

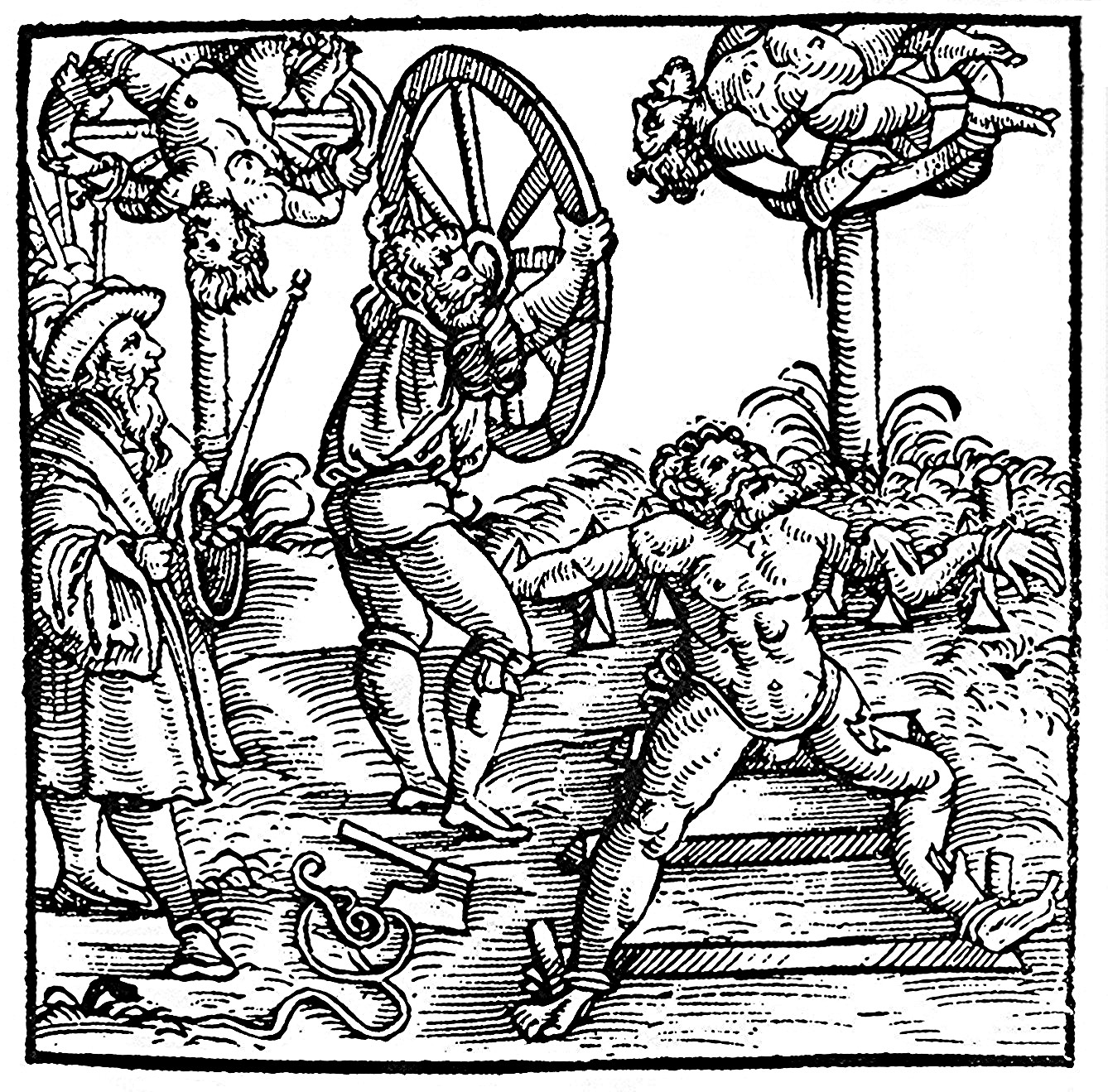
Иллюстрация казни колесования (Аугсбург, Бавария, 1586 г.): классический пример наказания «колесом», на заднем плане — распятие на колесе.

Осуждённых убийц, насильников, предателей и/или грабителей, которых должны были казнить колесом, «колесовать» или «сломать на колесе», доставляли на эшафот, ставили на сцену и привязывали к полу. Колесо казни обыкновенно представляло собой большое деревянное колесо со спицами, такое же, какое использовалось на деревянных транспортных тележках и экипажах (часто с железным ободом), иногда намеренно модифицированное прикреплённой прямоугольной железной тягой, выступающей в виде лезвия из части обода. Главной целью первого этапа было мучительное увечье тела, а не смерть. Так, наиболее распространённая форма казни начинается с перелома костей ног. С этой целью палач опускал колесо на голени осуждённого, а затем поднимался к рукам. Здесь в каждом конкретном случае предписывались ритм и количество ударов, иногда также и количество спиц на колесе. Чтобы усилить эффект, часто под суставы осуждённого подкладывали брёвна с острыми краями. Позже появились устройства, в которые можно было «запрячь» осуждённого. Хотя это и не было распространено, палачу могли дать указание казнить осуждённого в конце первого действия, целясь в шею или сердце «ударом милосердия».
Во втором действии тело вставлялось в другое деревянное колесо со спицами, что было возможно через сломанные конечности, или привязывалось к колесу. Затем колесо устанавливалось на мачте или на шесте, наподобие распятия. После этого палачу могли дать указание обезглавить или удушить осуждённого. Также под колесом разжигали костёр, или «колесованного» осуждённого просто бросали в огонь. Иногда на колесе устанавливалась небольшая виселица, например, если в дополнение к убийству выносился обвинительный приговор за кражу.
Поскольку после казни тело оставалось на колесе, оставленное на съедение животным, птицам и разложению, то эта форма наказания, как и древнее распятие, имела сакральную функцию после смерти: согласно верованиям того времени, это препятствовало переходу от смерти к воскресению.
Если осуждённый падал с колеса ещё живым или если казнь не удавалась по каким-либо иным причинам, например, если само колесо ломалось или падало со своего места, то это толковалось как Божественное вмешательство. Существуют вотивные изображения спасённых жертв колеса, и есть информация о том, как лучше всего лечить такие травмы.
Время выживания после того, как человека «колесовали» или «сломали», могло быть значительным. Существуют свидетельства об убийце XIV в., который оставался в сознании в течение трёх дней после наказания. В 1348 году, во времена Чёрной Смерти, этому наказанию подвергся еврей по имени Бона Диес. Власти заявили, что после этого он оставался в сознании в течение четырёх дней и ночей. В 1581 г., возможно, вымышленный немецкий серийный убийца Кристман Гениппертайнга оставался в сознании в течение 9 дней после казни на колесе, поскольку его намеренно поддерживали в живых с помощью «крепкого напитка».
В качестве альтернативы осуждённых распластывали и ломали на Андреевском кресте, состоящем из двух деревянных балок, прибитых в форме буквы «X», после чего искалеченное тело жертвы могло быть выставлено на колесе.

## История

### Франкское происхождение казни
Историк Питер Шпиренбург приводит упоминание у автора VI века Григория Турского как возможный источник наказания на колесе. Во времена Григория преступника можно было поместить в глубокую колею, а затем по нему проезжала тяжело груженная повозка. Таким образом, эту последнюю практику можно рассматривать как символическую реконструкцию предыдущего наказания, в ходе которого людей буквально колесовала повозка.

### Франция
Во Франции осуждённых помещали на тележное колесо с вытянутыми вдоль спиц конечностями, перекинутыми через две прочные деревянные балки. Колесо затем вращали медленно, а к конечности над промежутком между балками прикладывали большой молоток или железный прут, что ломало кости. Этот процесс бесчеловечно повторялся несколько раз на каждую конечность. Иногда «милосердно» приказывалось, чтобы палач наносил осуждённому удары по груди и животу, удары, известные как coups de grâce (фр. «удары милосердия»), которые и приводили к смертельным травмам. Без них сломленный человек мог продержаться несколько часов и даже дней, в течение которых птицы могли клевать беспомощную жертву. В конце концов, шок и обезвоживание приводили к гибели. Во Франции могла предоставляться особая милость, retentum, с помощью которой осуждённый задыхался после второго или третьего удара или, в особых случаях, даже до начала ломки.

### Священная Римская империя
В Священной Римской империи колесо было наказанием, предназначавшимся в основном для мужчин, осуждённых за убийство при отягчающих обстоятельствах (убийство, совершённое во время другого преступления или против члена семьи). Менее суровых преступников били дубинкой «сверху вниз», нанося смертельный первый удар по шее. Более гнусных преступников наказывали «снизу вверх», начиная с ног, а иногда и избивали часами. Количество и последовательность ударов указывались в приговоре суда (например, в 1581 г. серийный убийца Питер Нирс, признанный виновным в 544 убийствах, после двух дней продолжительных пыток получил 42 удара колесом и, наконец, был четвертован заживо). Трупы оставляли пожирателям падали, а головы преступников часто насаживали на пики.

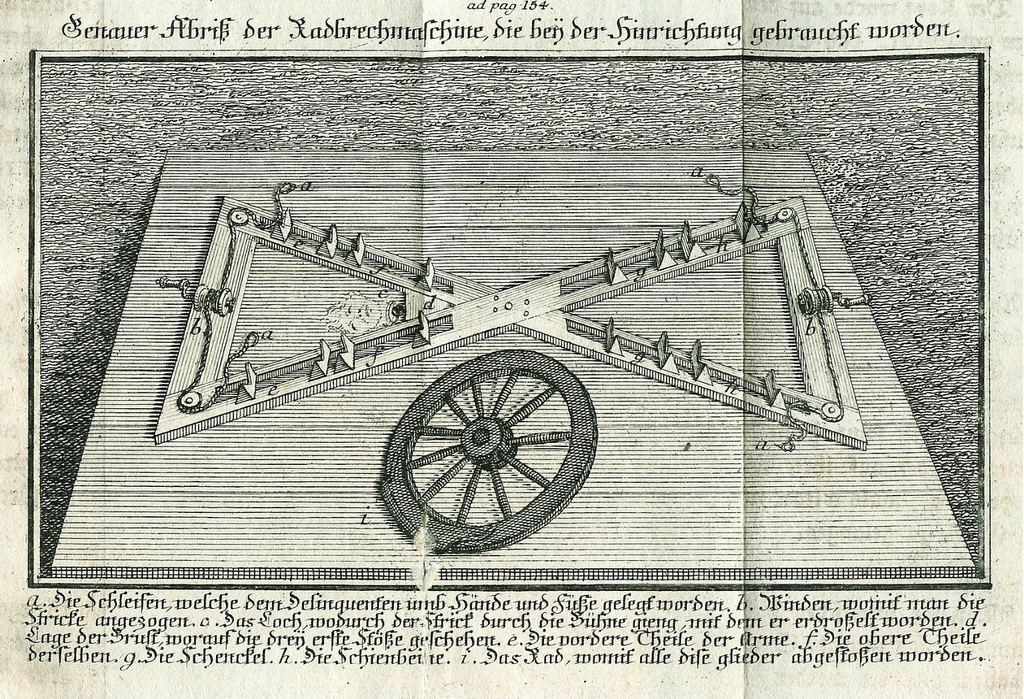
Инструмент колесования, использовавшийся для казни Маттиаса Клостермайра, Бавария, 1772

«Zürcher Blutgerichtsordnung» (Процедуры суда крови в Цюрихе) датируются XV в. и содержат подробное описание того, как должно происходить колесование: сначала преступника кладут животом вниз, привязывают руки и ноги к доске, и таким образом лошадь тащит его к месту казни. Затем колесо дважды ударяется по каждой руке, один удар производится выше локтя, другой ниже. Затем то же происходит и с каждой ногой, выше и ниже колена. Последний девятый удар наносится в середину позвоночника, так что тот ломается. Затем сломанное тело вставляется в колесо (то есть, между спицами), а затем колесо забивается на шест, который после этого закрепляется вертикально другим концом в земле. Потом преступника оставляют умирать «на плаву» на колесе и оставляют гнить.

### Случай с Долле; неясный случай
1 октября 1786 г. в графстве Текленбург Генрих Долле должен был быть казнён посредством колесования за убийство еврея при отягчающих обстоятельствах. Суд постановил, что Долле нужно колесовать von oben herab: первый удар колеса должен раздавить ему грудь (традиционно считается, что это убивает мгновенно). Суд дал указание палачу Эссмайеру тайно задушить Долле (удавкой) до первого удара. Однако свидетели были шокированы столь жестоко испорченной Эссмайером и его сыном казнью, и думали, что Долле был жив на протяжении всего процесса, а также и после того, как Эссмайер зафиксировал Долле к колесу и поднял его на шест. Городской врач поднялся по лестнице (Эссмайеры к тому времени ушли) и убедился, что Долле действительно жив; он умер шесть часов спустя.
Эссмайеров привлекли к суду за грубую халатность. Было установлено, что верёвка на шее Долле была затянута недостаточно туго, и что Эссмайер, вопреки обязанностям палача, согласился использовать недостаточно тяжёлое колесо. Недостаточный вес означал, что грудная клетка не была раздавлена. Кроме того, одна из рук Долле и одна из его ног не сломались в соответствии с надлежащей уголовной процедурой. И, наконец, гвоздь, который обычно вбивали в мозг осуждённого для того, чтобы приковать его к колесу, был забит слишком низко. Многие считали, что халатность Эссмайера была не столько проявлением грубой некомпетентности, сколько преднамеренным актом жестокости, потому что незадолго до казни Долле перешёл из католичества в Реформатскую церковь (Эссмайер был набожным католиком). Суд не нашёл достаточных доказательств преднамеренного злого умысла со стороны Эссмайера, однако приговорил его к двум годам каторжных работ и запретил ему вновь работать палачом. Его младший сын был, по соображениям милосердия, оправдан за любые преступные проступки.

### Индийский субконтинент
Длительная борьба между сикхской общиной и исламскими правителями приводила к казням сикхов. В 1746 г. Бхаи Субег Сингх и Бхаи Шахбаз Сингх были казнены колесованием.

### Шотландия
В Шотландии слуга по имени Роберт Вейр был колесован в Эдинбурге в 1603 или 1604 году (источники расходятся). Это наказание применялось там нечасто. Преступлением было убийство Джона Кинкейда, лорда Уористона, от его жены Джин Кинкейд. Вейра прикрепили к колесу тележки, и ударяли сошником плуга. Позже леди Уорристон была обезглавлена.

### Восстания рабов
В Нью-Йорке несколько рабов были казнены на колесе после участия в неудавшемся восстании рабов в 1712 г. Между 1730 и 1754 гг. одиннадцать рабов во Французской Луизиане, которые либо убили, либо напали, либо сбежали от своих хозяев, были убиты с помощью такого колеса. 7 июня 1757 г. французский колонист Жан Батист Бодро Дит Гравелин II был казнён французскими колониальными властями на колесе для казни перед собором Святого Людовика в Новом Орлеане, штат Луизиана.

### Империя Габсбургов
После восстания Хореи, Клошки и Кришана в 1785 г. (в Австрийском княжестве Трансильвания (1711—1867)) двое лидеров восстания, Хорея и Клошка, были приговорены к казни через колесование. Кришан повесился в тюрьме до того, как этот приговор был приведён в исполнение. Согласно книге, опубликованной в том же году Адамом Ф. Гайслером, двух лидеров сломали «von unten auf», снизу доверху, что означает, что нижние конечности были сломаны раньше верхних, что длило пытку.

### Россия

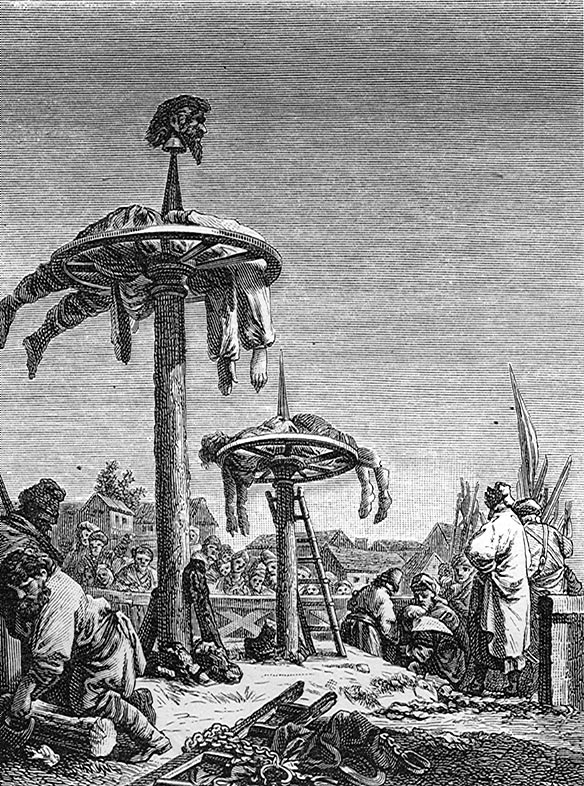
Казнь путем разбивания на колесе. Лебедин, Украина. Гравюра начала XVIII века.

Колесо часто использовалось во время Великой Северной войны в начале 1700-х гг.
Профессор А. Ф. Кистяковский в XIX веке так описал процесс колесования, применявшийся в России:

К эшафоту привязывали в горизонтальном положении андреевский крест, сделанный из двух брёвен. На каждой из ветвей этого креста делали две выемки, расстоянием одна от другой на один фут. На этом кресте растягивали преступника так, чтобы лицом он был обращён к небу; каждая оконечность его лежала на одной из ветвей креста, и в каждом месте каждого сочленения он был привязан к кресту. Затем палач, вооружённый железным четырёхугольным ломом, наносил удары в часть члена между сочленениями, которая как раз лежала над выемкой. Этим способом переламывали кости каждого члена в двух местах. Операция оканчивалась двумя или тремя ударами по животу и переламыванием станового хребта. Разломанного таким образом преступника клали на горизонтально поставленное колесо так, чтобы пятки сходились с задней частью головы, и оставляли его в таком положении умирать.

### Швеция
Иоганн Паткуль был ливонским дворянином, осуждённым по обвинению в государственной измене шведским королем Карлом XII в 1707 г. Священник Лоренц Хаген был другом Паткуля и описал ужасы, которые пришлось пережить его другу, когда Паткуля приговорили к колесованию:

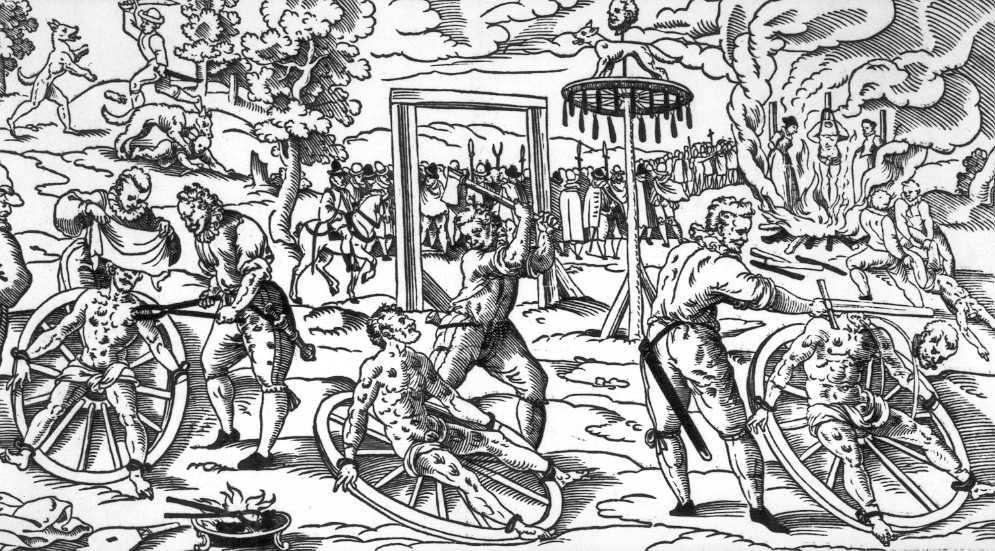
Казнь Питера Штумппа с использованием колеса, использовавшегося в Кёльне в Раннее Новое Время

Вот палач нанёс ему первый удар. Его крики были ужасны. «О Иисусе! Иисусе, помилуй меня!» Эта жестокая сцена была очень долгой и ужасной; поскольку палач не был искусен в своём деле, то несчастный под его руками получил более 15 ударов, к каждому из которых примешивались жалобнейшие стоны и призывы имени Божьего. Наконец, после двух ударов в грудь, силы и голос покинули его. Прерывающимся предсмертным голосом он только произнёс: «Отрубите мне голову!», и палач, всё ещё медля, сам положил его голову на эшафот: одним словом, после четырёх ударов топором голова была отделена от тела, а тело четвертовано. Таков был конец знаменитого Паткуля: и да смилуется Господь над его душой!

### Последующее использование
Колесование использовалось как вид казни в Германии совсем недавно, в начале XIX в. Его использование в качестве метода казни не было до конца отменено в Баварии до 1813 г., и всё ещё использовалось до 1836 г. в Гессен-Касселе. В Пруссии смертная казнь осуществлялась обезглавливанием большим мечом, сожжением и колесованием. В то время уголовный кодекс Пруссии требовал, чтобы преступника сажали на колесо, когда совершалось особо тяжкое преступление. Король всегда отдавал приказ палачу задушить преступника (что делалось с помощью небольшой верёвки, которую было трудно разглядеть), прежде чем ему переламывали конечности. Последняя казнь Рудольфа Кюнапфеля с применением такой более строгой формы смертной казни состоялась 13 августа 1841 г.

## Археология
Поскольку тела жертв колесования часто подвергались воздействию окружающей среды в течение длительного периода времени, то вряд ли существуют какие-либо археологические особенности для «колесования»; в качестве сдерживающего фактора тела часто выставлялись на всеобщее обозрение в течение многих лет, подвергаясь воздействию ветра и погоды; птицы и другие виды стервятников также могли забирать останки и кости. В немецкоязычных районах до сих пор было задокументировано лишь несколько археологических открытий жертв колесования. Осенью 2013 г. скелет человека был найден в Гросс-Панкове, Германия, во время прокладки федеральной трассы 189 (Бундесштрассе 189) между Перлебергом и Притцвальком в Бранденбурге, чьё положение и травмы указывают на смерть от колесования. На основании железной пряжки ремня, скелет был датирован XV—XVII вв. Личность этого человека неизвестна. Аналогичная археологическая находка была обнаружена в 2014 г. в Пёльс-Оберкурцхайме, Штирия, Австрия.

## Метафорическое использование казни
Колесование также являлось великим бесчестием и выступало таковым в нескольких выражениях. В голландском языке есть выражение opgroeien voor galg en rad, «расти ради виселицы и колеса», что означает, что тебе суждено плохо кончить. Это также упоминается и в чилийском выражении morir en la rueda, «умереть на колесе», что означает молчать о чём-то. Голландское выражение ik ben geradbraakt, буквально «Я сломался на колесе», используется для описания физического истощения и боли, подобно немецкому выражению sich gerädert fühlen, «чувствовать себя на колёсах», а датское выражение «radbrækket» относится почти исключительно к физическому истощению и сильному неудобству.
В переводе с финского teilata, «исполнять колесом», означает решительную и жестокую критику или неприятие исполнения, идей или инноваций. Немецкий глагол radebrechen («ломаться на колесе») может означать неправильную речь, например, с сильным иностранным акцентом или с обилием иностранной лексики. Аналогичным образом и норвежское слово radbrekke может быть применено к искусству и языку и относится к использованию, что рассматривается как нарушение традиций и вежливости, с коннотациями умышленного невежества или злого умысла. В шведском языке rådbråka может использоваться в том же смысле, что и английская идиома «rack one’s brain» или, как в немецком, искажать язык.
Слово roué, означающее распутного или развратного человека, французское по своему происхождению, и его первоначальное значение было «сломанный на колесе». Поскольку казнь через повешение на колесе во Франции и некоторых других странах была предусмотрена за особо тяжкие преступления, roué естественным образом стал пониматься как человек, нравственно худший, нежели «висельник», преступник, заслуживающий повешения только за уголовные преступления. Он также был предводителем в злодеяниях, поскольку главарь банды разбойников (например) был бы колесован, тогда как его безвестные последователи были бы просто повешены. Филипп, герцог Орлеанский, бывший регентом Франции с 1715 по 1723 гг., придал этому термину значение нечестивого и чёрствого развратника, которое оно и сохранило с его времени, он обыкновенно применял его к очень дурной мужской компании, развлекавшей его уединение и досуг. Классическое место происхождения этого употребления эпитета находится в Мемуарах Сен-Симона.
Другое французское выражение — «rouer de coups», что означает жестокое избиение кого-либо.
В английском языке иногда встречается цитата «Who breaks a butterfly upon a wheel?» из «Послания к доктору Арбутноту» Александра Поупа, относящаяся к прикладыванию больших усилий для достижения чего-то незначительного или неважного.
В чешском: jdi na kolo, буквально «иди к колесу» — это мягкое ругательство. Сейчас им редко пользуются.

## Казнь Святой Екатерины
Средневековые жития святых, такие как Legenda sanctorum (Золотая легенда), сообщают, что святая Екатерина Александрийская была приговорена к казни на одном из таких устройств за отказ отречься от христианской веры, впоследствии колесо и стало известно как колесо Екатерины, также используемое как её иконографический атрибут. Говорят, что колесо чудесным образом сломалось, когда она прикоснулась к нему; затем она была обезглавлена. В качестве атрибута он обычно изображается сломанным в уменьшенной версии рядом с ней, или иногда в виде миниатюры, которую она держит в руке; также часто показывается и используемый при этом меч.

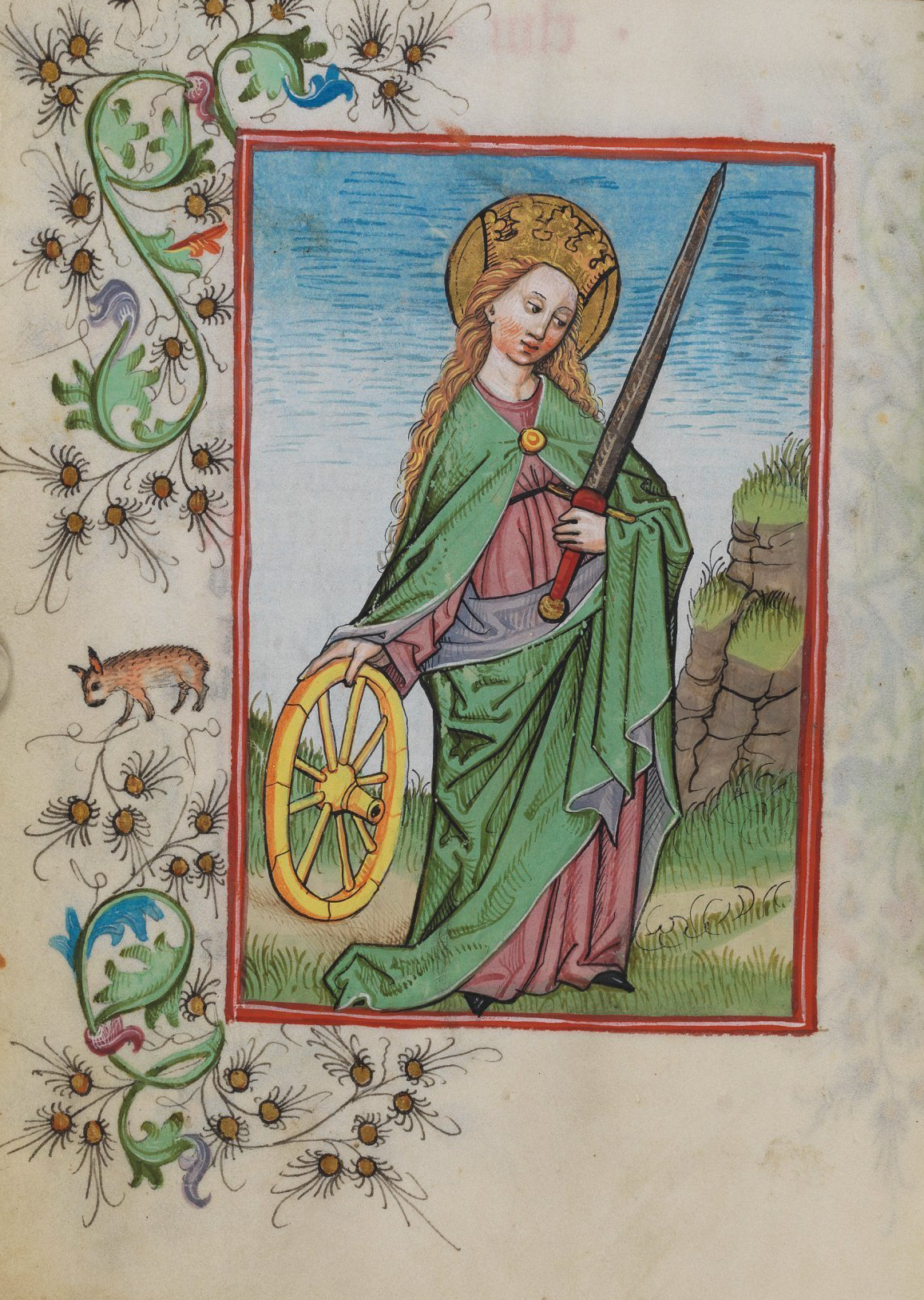
Святая Екатерина Александрийская с колесом в качестве своего атрибута
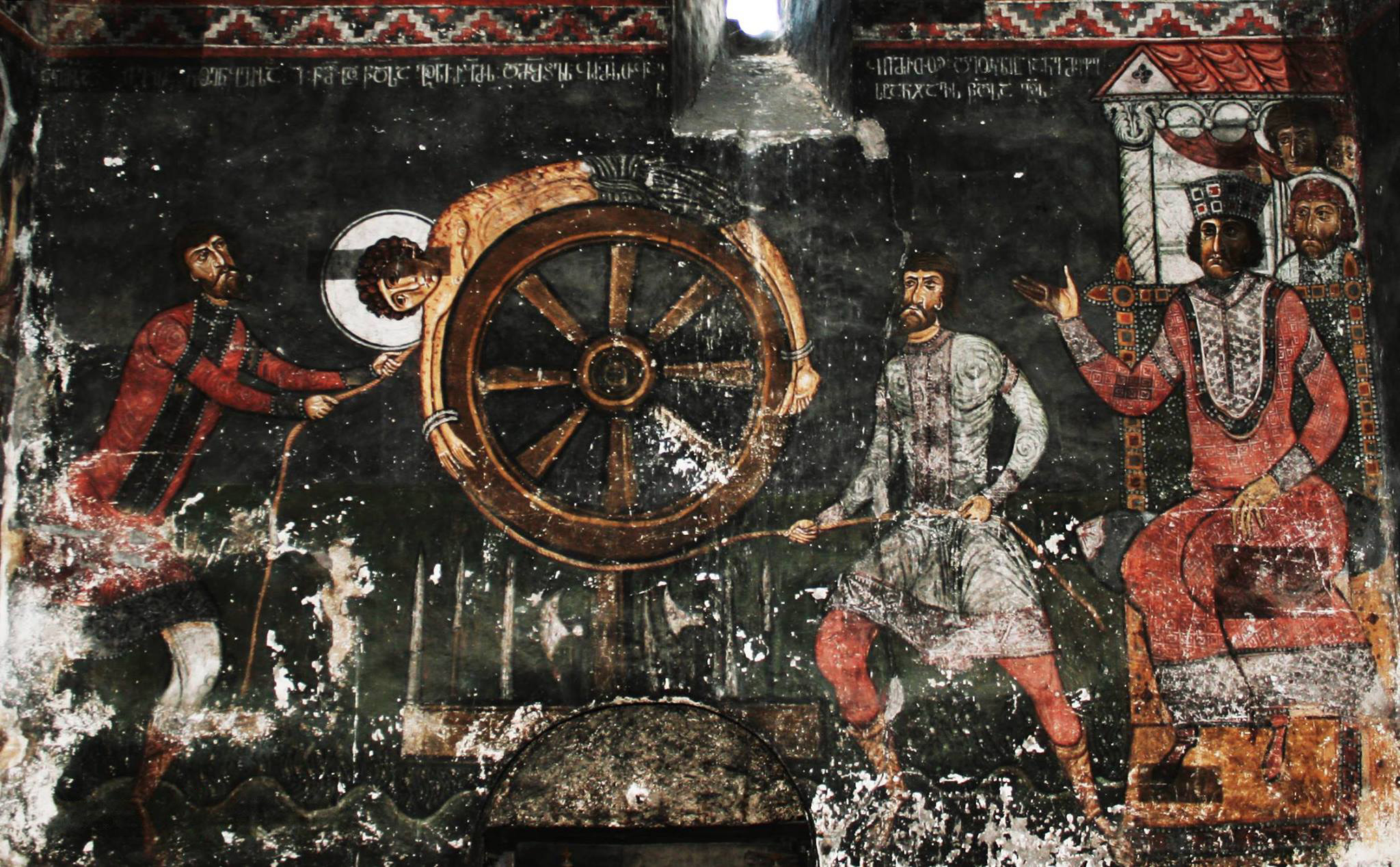
Пытка святого Георгия на колесе. Фреска из Накипари, Грузия, 1130 год
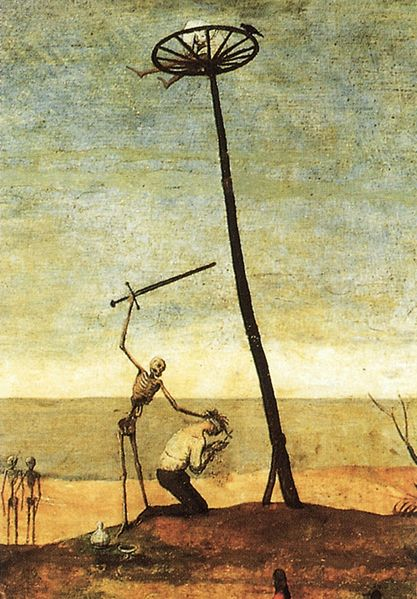
Триумф смерти (деталь), Питер Брейгель Старший, ок. 1562—1563.